# Iodictyum praesigne
Iodictyum praesigne är en mossdjursart som beskrevs av Jean-Loup d'Hondt 1986. Iodictyum praesigne ingår i släktet Iodictyum och familjen Phidoloporidae. Inga underarter finns listade i Catalogue of Life.